# Гірничий об'єкт
Гірничий об’єкт (рос.горный объект, англ. mining object, нім. Bergbauobjekt n) – окрема гірнича виробка (система гірничих виробок) або виробка, що входить до складу гірничого чи іншого підприємства та використовується для видобутку корисних копалин та інших цілей, а також будівлі (споруди), технологічно пов'язані з ними. 